# A casa per Natale (film)
A casa per Natale (I'll Be Home for Christmas) è un film del 1998 diretto da Arlene Sanford, con Jonathan Taylor Thomas e Jessica Biel.
Il film segna l'esordio di Arlene Sanford sul grande schermo.

## Trama
Il giovane studente Jake Wilkinson, che vive in California, deve attraversare quasi tutti gli Stati Uniti per raggiungere per Natale i propri familiari, che vivono dall'altra parte del Paese (a New York) e che lui non vede da tempo: se ci riuscirà, avrà in regalo dal padre una Porsche. Al momento di partire, offre un passaggio alla sua ragazza Allie, ma un suo compagno, Eddie, geloso di lui, gli fa un dispetto per sottrargliela e accompagnarla fino New York con l'aiuto dei suoi amici: gli incollano addosso un vestito da Babbo Natale e lo abbandonano in mezzo al deserto, costringendolo a compiere un difficoltoso viaggio per riprendersi Allie e arrivare a casa in tempo per la Porsche.